# Distrito de Kasaragod
Kasaragod (en malayalam; കാസര്‍ഗോഡ് ജില്ല) es un distrito de India, en el estado de Kerala. 
Comprende una superficie de 1 992 km². Según el censo de 2011, contaba con una población total de 1 302 600 habitantes.
El centro administrativo es la ciudad de Kasaragod.
Algo más de la mitad de la población está formada por hinduistas (56.8%), habiendo una minoría destacable de musulmanes (37.2%) y otra pequeña minoría de cristianos (6.7%). El malabar es la lengua mayoritaria en el distrito, aunque está también extendido el tulu. La alfabetización alcanza al 89.85% de la población.

## Organización territorial
Se divide en cuatro talukas: Kasaragod, Hosdurg, Vellarikundu y Manjeshwar. En cuanto a la autonomía local específica de las ciudades, hay tres que funcionan como municipios: Kanhangad, Kasaragod y Nileshwaram.